# Новосілки (Новосілківська сільська рада, Кобринський район)
Новосілки (біл. Навасёлкі) — агромістечко в Білорусі, у Кобринському районі Берестейської області. Орган місцевого самоврядування — Новосілківська сільська рада.

## Географія
Розташоване за 26 км на південь від станції Кобринь.

## Історія
Вперше згадується 1563 року. У 1567 році маєтком у селі володів С. Стахорський, а у 1747 році — Я. Стахорський. Іншими власниками земель та селян у селі були пани В. Жеромський (280 десятин), П. Валицький, Ю. Остромецький, А. Федюшко, С. Семашко, Р. Анцута, А. Бояровська, І. Мисловський. Після другого поділу Речі Посполитої 1793 року включене до складу Російської імперії. З 1801 року — село Кобринського повіту Гродненської губернії. У 1886 році у селі налічувалося 50 дворів і 495 жителів, діяло волосне управління, Михайлівська церква, вітровий млин. У 1897 році у селі було 107 дворів і 665 жителів. У 1911 році у селі налічувалося 1046 мешканців.
У 1917—1919 роках у селі діяла українська початкова школа імені Бориса Грінченка. З 1921 року центр Новосілківської гміни Кобринського повіту Поліського воєводства міжвоєнної Польщі. 1933 року в селі відбулися селянські заворушення, які були придушені військовою силою.
З 1939 року — у складі БРСР. З 15 січня 1940 року — у складі Дивинського району Берестейської області. 12 жовтня 1940 року село стало центром Новосілківської сільської ради. У 1940 році у селі було 286 дворів і 1409 жителів.З 8 серпня 1954 року — у складі Кобринського району.

## Населення
За переписом населення 1959 року чисельність населення села становила 1194 особи.
За переписом населення Білорусі 2009 року чисельність населення села становила 759 осіб.